# Мироч
Мироч је планина у источној Србији која се простире између Доњег Милановца и Текије у Неготинској Крајини. Највиши врх ове планине је Велики Штрбац, чија надморска висина износи 768 m.
Мироч је најистуренији део исто Источне Србије и најзападнији део Ђердапског планинског масива. Планина је са свих страна окружена Дунавом. Простире се на готово 500 km². На њој се налази 14 села. Богата је ливадама и храстовом шумом.

## Историја
Мироч је одувек имао важну стратешку улогу због свог географског положаја. У римско доба Мироч је представљао транспортну везу са Истоком. Туда је пролазио римски пут.
Римљани су планину називали „Унум“, прва (Једна или Једина). По наредби римског императора Тиберија (42. п. н. е. − 37. године), конструисан је главни путни правац „Вије Данубис“ (лат. Via Danubius), којим је просечен пут у Ђердап до утврђења „Талија“ (у близини Доњег Милановца), даље уз Поречку реку, преко планине Мироч, римског утврђења „Герулатис" и даље на Дунав код утврђења „Егет“ - данашња Брза Паланка. На Мирочу се налазио велики број објеката чија је намена била заштита овог римског пута. Утврђење „Герулатис“ налазило се у самом срцу планине. Његови остаци, могу се видети и данас испод села Мироч. У римско доба Мироч је био лечилиште и ваздушна бања, у коју су ратници долазили на опоравак. Још тада била је позната лековитост мирочких трава.
Мироч и његове лековите траве се спомињу и у доба турске владавине у епској народној песми „Марко Краљевић и вила“:
| „ | Богом брате, Краљевићу Марко, Вишњим Богом и светим Јованом! Дај ме пуштај у планину живу, Да наберем по Мирочу биља, Да загасим ране на јунаку." | ” |

На планини се налази Марков камен, место где је некад био велики камен, са утиснутим коњским копитом. Верује се да се ради о копиту Марковог коња Шарца. Тај камен је разбијен, али се место и даље тако зове. У центру села Мироч налази се бунар за који се верује да је био бунар Краљевића Марка, који се помиње у легендама и народним песмама. Занимљиво је да овај бунар ни у најсушнијим годинама није никад пресушио.
О мирочким крајевима су писали многи путописци: Евлија Челебија (1667), Феликс Каниц, Вук Караџић, Јован Цвијић. Јован Цвијић у опису Мироча, 1887. године записује:
Планинска област између Поречке реке и Неготинске Крајине је покривена непроходним шумама и слабо је насељена.  Шуме су биле тако густе да због њих осим вијугавог пута ништа се није видело, изглед правих прашума у којима осим великог дрвећа: букве, храста, јасена, липе, било жбуња од љиљана или јоргована, дрена, паветине и то их чини непроходним.

## Географија
Планина Мироч нема нарочито велику надморску висину. Она обухвата врхове Велики (768 m) и Мали Штрбац (626 m), који припадају резервату природе у оквиру НП Ђердап, планински висове Мали вис, Високи Чукар, Чаршија, Главица и висоравни Килома, Бељан, Алун и Мирочка висораван. Веома је богата пећинама, увалама, вртачама, као и другим спелео објекатима, којих има више од шездесет. Неки од њих су већ истражени, као нпр. Лазарова пећина, Градашница док се у друге, као нпр. Беле Воде, Буронов понор, Мамутоло, Ибрин понор, Суви понор, Јама у Ланишту, Ракин понор, Фаца Шора, Соколовица, Велики понор, Пештери понор, Њемачки понор, Гаура Ра, због неприступачности унутрашњости може ући једино са комплетном спелеолошком опремом. Мироч је познат по великом броју понора, од којих неки спадају међу најдубље у Србији.

## Флора и фауна
На Мирочу је до сада евидентирано око 1300 врста лековитог биља, ливаде су пуне кантариона, нане, боквице. Такође има и шумских плодова: шипка, купине, глога, дрењина. Источна страна Мироча сада је питомија и нема више прашума које је описао Јован Цвијић. Шуме су богате ситном и крупном дивљачи: јелена, лисица, дивљих свиња.
Екосистем Мироча је очуван јер у близини нема ниједног загађивача, што пружа велике могућности производње здраве и еколошки чисте хране: воћа и поврћа, млека и млечних прерађевина, као и развоја сточарства.